# ASASSN-15lh
ASASSN-15lh （超新星名稱 SN 2015L）是由全天自動超新星搜索項目（All Sky Automated Survey for SuperNovae，ASAS-SN）於2015年在南天印第安座發現的一顆極超新星。此一發現也由ASAS-SN的其它望遠鏡得到證實，並且由北京大學凱維里理論物理研究所东蘇勃（Subo Dong）領銜在2016年1月15日的《科學》這本期刊上正式發表論文。ASASSN-15lh是曾經檢測到最明亮的超新星；它的亮度大約是整個銀河系的50倍，能量通量超過太陽的5,700億倍。峰值絕對星等為−23.5，在最初50天散佚的能量達到2.2×1038 瓦。這顆超新星的紅移是0.2326，是停滯但照亮了距離地球38億光年的星系。根據ASAS-SN的主要研究人員，俄亥俄州立大學斯基·施塔內克的調查，"如果它是在我們自己的星系，它會比滿月還要明亮，夜晚將會消失，在白天也很容易看見它"。

## 發現
在2015年的6月，ASAS-SN設在智利的一對14cm望遠鏡在觀測時最先注意到這顆可能是超新星，研究小組給它的名稱是ASASSN-15lh。這顆超新星出現在圖像上是個瞬態的光點，而從其它的望遠鏡確定和補充了資料。在智利的拉斯坎帕納斯天文台使用2.5米的杜邦望遠鏡提供了ASASSN-15lh的光譜；南非大望遠鏡測量了它的紅移，還有它的亮度和距離。Swift太空望遠鏡也提供了觀測。在7月24日，此一事件正式收到天文電報編輯中心的超新星名稱為SN 2015 L。
在它的峰值，ASASSN-15lh的亮度是之前最亮的超亮超新星，iPTF13ajg的兩倍。稍後，其它的影像顯示這顆超新星在2015年5月8日已經出現了，在這個階段的星等是17.4。從5月8日起，這顆超星持續的增光，直到6月5日達到16.9的峰值星等；到了9月亮度已經降至18.2等。
以前觀測到的極亮超新星（superluminous supernovae，SLSNs），也稱為極超新星，曾經在相對較小但"忙碌"產生恆星的星系中發現，相較於ASASSN-15lh是位於大啖平靜的星系內，是以前不知道也未曾發現過SLSNs類型的超新星。這種爆炸比典型的超新星強大100至1,000倍。
來自這種超新星的光顯示有寬闊的電離氧（O II）和鎂（Mg II）的吸收線，但是沒有檢測到氫或氦。

## 建議的機制
可能是超大質量黑洞吞噬恆星。

## 前身星
ASASSN-15lh朝向地球輻射藍色的光，它的前身可能是顆大質量並快速自轉的藍色、高溫星。ASASSN-15lh缺乏氫和氦這兩種元素，似乎早在它爆炸之前就已經從表面剝離掉了。它可能是顆沃夫-瑞葉星。

## 星系
ASASSN-15lh的宿主星系是APMUKS(BJ) B215839.70−615403.9。宿主星系的視星等為18.5，並且呈現紅色。在這顆超新星出現之前，它一直維持穩定的光度。星系光譜最強的部份在近紅外線波長1μm處 。

## 進階讀物
- Parnell, Brid-Aine. . Forbes.   [January 15, 2016]. （原始内容存档于2016-06-27）.